# چترگندمی

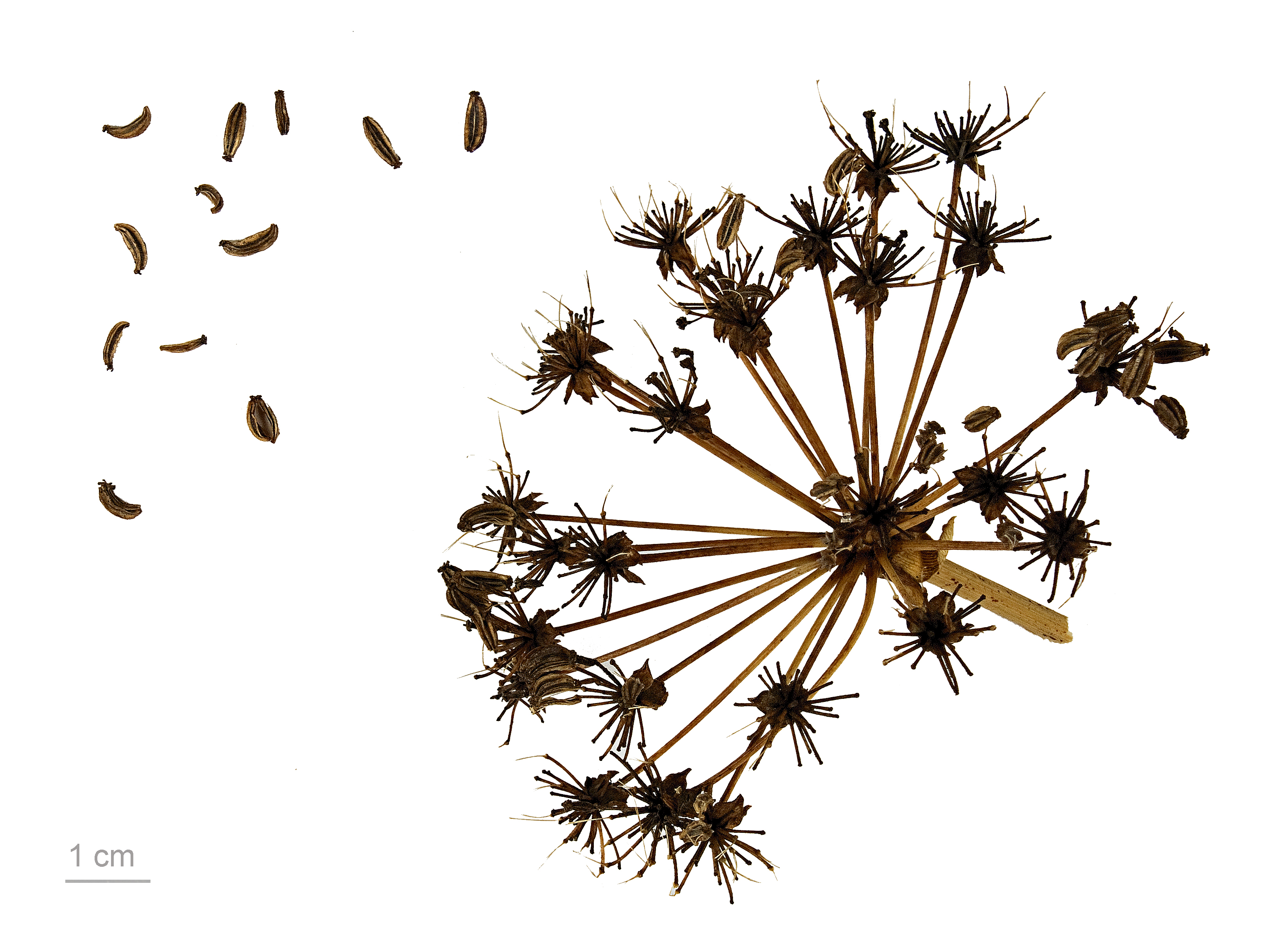
Bupleurum gibraltaicum

چَترگَندُمی (Bupleurum) نام سرده‌ای از گیاهان است.
این جنس در ایران ۱۴ گونه دارد که بیشتر آن‌ها یک‌ساله هستند و در میان کشتزارها می‌رویند.